# Armanti Edwards
(en) Statistiques sur pro-football-reference
Armanti Fredrico Edwards (né le 8 mars 1988 à Greenwood) est un joueur américain de football américain et de football canadien. Il joue actuellement pour les Argonauts de Toronto de la Ligue canadienne de football.

## Enfance
Armanti naît le 8 mars 1988 de l'union de Deborah Anderson et Freddie Edwards. Edwards va à la Greenwood High School et commence à jouer dans l'équipe de football du lycée sous la houlette de l'entraineur Shell Dula. Après avoir obtenu son diplôme, il hésite entre les universités d'État du Nouveau-Mexique, de Memphis, Caroline du Sud et Vanderbilt. Il décide finalement d'aller à l'université d'État d'Appalachian.

## Carrière

### Université

#### 2006
Alors que sa carrière universitaire commence, son père est condamné à trente ans de prison pour un meurtre commis un an auparavant. Armanti arrive chez les Mountainneers en 2006. Lors de cette première saison, il remporte le titre de champion de la division I de la NCAA ainsi que le titre de champion de la conférence Sud. Les entraîneurs et journalistes lui décernent le prix de Freshman de l'année. Cette saison le voit réussir 60,9 % de ses passes et délivrer quinze passes pour touchdown et dix passes interceptés. À noter qu'il marque aussi quinze touchdowns individuels sur des courses.

#### 2007
Le premier match de la saison 2007 est une victoire contre l'université du Michigan ; Edwards s'illustre dans ce match qui se clôture sur une victoire des coéquipiers d'Edwards 34-32. Le 7 décembre pour la demi-finale, Edwards bat le record de la conférence de course pour un quarterback sur un match avec 313 yards en 31 courses (moyenne de 10,9 yards par tentative) et quatre touchdown inscrits. Dans ce même match, il réussit quatorze passes (sur seize), avec 192 yards parcourus grâce à ses passes et trois passes pour touchdown. Ce match le montre comme un prétendant au Trophée Heisman 2008. Les Mountainners remportent troisième titre consécutives de champion national après la victoire en finale contre les Fightin' Blue Hens du Delaware sur un score de 49-21.

#### 2008
Le 15 novembre 2008, les Mountaineers remportent le championnat pour la conférence sud grâce à une victoire sur les Phoenix d'Elon 24 à 16. Il devient le 26e joueur universitaire à dépasser la barre des 10000 yards à la passe après une victoire sur l'université de Caroline du Sud au premier-tour des play-offs. Il remporte de nombreux trophées comme le Walter Payton Award ainsi que le titre de joueur offensive de l'année dans la conférence sud et dans le championnat. Après la fin de la saison, Edwards montre des statistiques ahurissantes comme le nombre de passe pour touchdown (30) et le nombre de passe interceptées (9).

#### 2009
Armanti rate le début de la saison à cause d'un incident qui le tient éloigner des terrains. Edwards revient et s'offre un quatrième titre de champion de la conférence sud, devenant le premier quarterback à réaliser ce fait après une victoire contre Elon le 14 novembre 27-10. Le dernier match de la carrière universitaire d'Edwards est une défaite en demi-finale de play-off contre les Montana Grizzlies. Néanmoins, il reçoit pour la deuxième fois consécutive le Walter Payton Award, ce qui est une première.

### Professionnel
Il est sélectionné au troisième tour du draft de la NFL de 2010 au 89e choix par les Panthers de la Caroline. On le voit occuper plusieurs postes comme wide receiver ou returner et quarterback. Il apparaît pour la première fois dans le groupe actif le 10 octobre contre les Bears de Chicago. L’entraîneur John Fox fait le choix de prendre Edwards comme troisième quarterback après la blessure de Matt Moore contre les Saints de La Nouvelle-Orléans (défaite 34-3). Il apparaît donc comme quarterback contre les Buccaneers de Tampa Bay mais ne joue pas. Il faut attendre le 12 décembre pour voir Edwards faire son premier snap contre les Falcons d'Atlanta où il délivre une passe pour David Gettis. En 2011 il joue peu comme quarterback mais retourne aussi plusieurs bottés. Il passe à la position de receveur éloigné (wide receiver) en 2012. Libéré par les Panthers en 2013, il signe avec les Browns de Cleveland et joue deux matchs ; il est libéré à la fin de la saison. Il signe avec les Bears de Chicago l'année suivante mais est libéré avant le début de la saison.
En février 2016 les Roughriders de la Saskatchewan de la Ligue canadienne de football le mettent sous contrat. Il prend part à quatre matchs et réussit 19 réceptions durant la saison. En mai 2017 il est échangé aux Argonauts de Toronto où il joue tous les matchs sauf un et est le deuxième meilleur receveur de passes de l'équipe derrière S. J. Green. Il aide le club à remporter la coupe Grey 2017.